# 益川満育
益川 満育（ますかわ まいく、1950年10月19日- 2022年4月10日）は、大阪府大阪市西成区出身のプロ野球選手（内野手）。本名は上記と同じだが、下の名前の読みは「みつよし」である。

## 来歴・人物
地元の興國高では、1968年に外野手兼控え投手として春夏ともに甲子園に出場。春の選抜では、1回戦で仙台育英高校に、9回サヨナラ負けを喫した。この試合では、同期のエース・丸山朗をリリーフし甲子園初登板。夏の選手権では、丸山の3試合連続完封という快投もあり決勝に進出。新浦寿夫を擁する静岡商業高校を接戦の末下し、全国制覇を果たした。この大会では益川自身もヒットを放ち、チームの勝利に貢献している。また準決勝の興南高校との対戦では、前半の大量得点もあり、丸山をリリーフして春夏連続登板を果たす。丸山以外の高校同期に外野手の山田敏彦、1年下に一塁手の岡本一光がいた。
高校卒業後は、近畿大学に進学するも中退し、社会人野球の日本熱学に入団。同社でも外野手として活躍した。
1971年11月、プロ野球ドラフト会議でヤクルトアトムズからドラフト4位で指名されてプロ入りを果たす。プロ入り後、内野手に転向し、主に三塁手、遊撃手として起用された。
1973年から2年連続でイースタン・リーグのベストナイン（三塁手）に選出された。
1974年のジュニアオールスターにも出場。
1975年には一軍に定着し、永尾泰憲とレギュラー遊撃手を争う。同年は57試合に先発出場、2本塁打も記録した。しかし翌年には水谷新太郎、渡辺進が台頭、出場機会が激減する。八重樫幸雄によると、当初は広岡達朗監督に期待されていたが夜遊びなどで野球に対する姿勢が疎かになってしまったという。
1976年オフ、伊勢孝夫との交換トレードで近鉄バファローズに移る。
1978年暮れに自由契約選手となる。
1979年は西武ライオンズに在籍したが、5試合のみの出場に留まり、同年を最後に現役を引退した。
守備力に大きな難があり、西武球場こけら落としとなった1979年4月14日の日本ハムファイターズ戦に九番打者、遊撃手としてスタメンに名を連ねたものの、試合序盤からエラーを連発し、結局この試合がプロとして最後の一軍試合出場となった。

## 詳細情報

### 年度別打撃成績
| 年 度     | 球 団     | 試 合 | 打 席 | 打 数 | 得 点 | 安 打 | 二 塁 打 | 三 塁 打 | 本 塁 打 | 塁 打 | 打 点 | 盗 塁 | 盗 塁 死 | 犠 打 | 犠 飛 | 四 球 | 敬 遠 | 死 球 | 三 振 | 併 殺 打 | 打 率 | 出 塁 率 | 長 打 率 | O P S |
| --------- | --------- | ----- | ----- | ----- | ----- | ----- | -------- | -------- | -------- | ----- | ----- | ----- | -------- | ----- | ----- | ----- | ----- | ----- | ----- | -------- | ----- | -------- | -------- | ----- |
| 1973      | ヤクルト  | 2     | 0     | 0     | 0     | 0     | 0        | 0        | 0        | 0     | 0     | 0     | 0        | 0     | 0     | 0     | 0     | 0     | 0     | 0        | ----  | ----     | ----     | ----  |
| 1974      | ヤクルト  | 21    | 46    | 40    | 4     | 8     | 1        | 0        | 1        | 12    | 4     | 1     | 0        | 0     | 0     | 3     | 0     | 3     | 8     | 1        | .200  | .304     | .300     | .604  |
| 1975      | ヤクルト  | 79    | 234   | 215   | 22    | 55    | 10       | 2        | 2        | 75    | 12    | 2     | 2        | 1     | 3     | 13    | 0     | 2     | 37    | 4        | .256  | .300     | .349     | .649  |
| 1976      | ヤクルト  | 2     | 2     | 2     | 0     | 0     | 0        | 0        | 0        | 0     | 0     | 0     | 0        | 0     | 0     | 0     | 0     | 0     | 0     | 0        | .000  | .000     | .000     | .000  |
| 1977      | 近鉄      | 16    | 15    | 13    | 3     | 3     | 0        | 0        | 1        | 6     | 1     | 0     | 0        | 0     | 0     | 2     | 0     | 0     | 4     | 0        | .231  | .333     | .462     | .795  |
| 1979      | 西武      | 5     | 6     | 6     | 0     | 0     | 0        | 0        | 0        | 0     | 0     | 0     | 0        | 0     | 0     | 0     | 0     | 0     | 0     | 0        | .000  | .000     | .000     | .000  |
| 通算：6年 | 通算：6年 | 125   | 303   | 276   | 29    | 66    | 11       | 2        | 4        | 93    | 17    | 3     | 2        | 1     | 3     | 18    | 0     | 5     | 49    | 5        | .239  | .295     | .337     | .632  |

### 記録
- 初出場：1973年6月3日、対広島東洋カープ7回戦（広島市民球場）、8回表に山下慶徳の代走として出場
- 初先発出場：1974年5月8日、対大洋ホエールズ10回戦（川崎球場）、8番・三塁手として先発出場
- 初安打・初打点：1974年5月14日、対中日ドラゴンズ5回戦（中日スタヂアム）、4回表に稲葉光雄から
- 初本塁打：1974年7月3日、対中日ドラゴンズ10回戦（明治神宮野球場）、9回裏に星野仙一からソロ

### 背番号
- 48（1972年 - 1975年）
- 42（1976年）
- 30（1977年 - 1978年）
- 46（1979年）